# Lijst van burgemeesters van Hoensbroek
Dit is een lijst van burgemeesters van de voormalige Nederlandse gemeente Hoensbroek tot die gemeente op 1 januari 1982 opging in de gemeente Heerlen.
| Ambtsperiode     | Naam burgemeester              | Partij of stroming | Bijzonderheden                                                                        |
| ---------------- | ------------------------------ | ------------------ | ------------------------------------------------------------------------------------- |
| 1814 - 1830      | Leonard Willems                |                    | vanaf 1808 al maire/schout. Per 11 maart 1814 wordt deze functie burgemeester genoemd |
| 1830 - 1833      | Jan Willem Cremers             |                    |                                                                                       |
| 1833 - 1836      | Leonard Jozeph Cremers         |                    |                                                                                       |
| 1836 - 1855      | J.H. Mannens                   |                    |                                                                                       |
| 1855 - 1882      | Egidius (E.) Slanghen          |                    | tevens burgemeester van Voerendaal (1861-1867)                                        |
| 1882 - 1888      | Jan Willem Dominicus Horstmans |                    |                                                                                       |
| 1888 - 1919      | Nic. Jos. Boshouwers           |                    |                                                                                       |
| 1919 - 1934      | D.J.A. van der Kroon           |                    |                                                                                       |
| 1934 - 1943      | J.H. Martin                    |                    | voorheen burgemeester van Eygelshoven                                                 |
| 1944             | M.J.A.A. le Haen               | NSB                | voorheen burgemeester van Eygelshoven                                                 |
| 1944 1945 - 1965 | J.H. Martin                    |                    |                                                                                       |
| 1965 - 1981      | Antonius (A.L.H.M.) Kessen     | KVP                |                                                                                       |